# Ogan Komering Ulu Selatan

Locatie

Ogan Komering Ulu Selatan (Indonesisch:Kabupaten Ogan Komering Ulu Selatan, vaak afgekort tot OKU Selatan) is een regentschap in de provincie Zuid-Sumatra. Het regentschap omvat 5.493,3 km² en telt 409.753 inwoners (2012).
Het regentschap bestaat sinds 2010, toen het regentschap Ogan Komering Ulu in drie delen werd gesplitst: Ogan Komering Ulu, Ogan Komering Ulu Timur en Ogan Komering Ulu Selatan.

## Bevolking
De meerderheid van de bevolking van het regentschap is moslim (ongeveer 96%). De overige inwoners zijn grotendeeles boeddhistisch en hindoeïstisch.

## Onderdistricten
Het regentschap bestaat uit 10 onderdistricten:
1. Banding Agung
2. Buay Pemaca
3. Buay Runjung
4. Buay Sandang Aji
5. Kisam Tinggi
6. Mekakau Ilir
7. Muaradua
8. Muaradua Kisam
9. Pulau Beringin
10. Simpang
11. Warkuk Ranau Selatan

## Referentielijst
1. ↑  Ontdek… Zuid-Ogan Komering Ulu: het Ranaumeer en een tempelruïne. In de Archipel (15 augustus 2017). Geraadpleegd op 6 november 2017.

Stadsgemeenten: Lubuklinggau · Pagar Alam · Palembang · Prabumulih

Regentschappen: Banyuasin · Empat Lawang · Lahat · Muara Enim · Musi Banyuasin · Musi Rawas · Ogan Ilir · Ogan Komering Ilir · Ogan Komering Ulu · Ogan Komering Ulu Timur · Ogan Komering Ulu Selatan